# Belgische inzendingen voor de Oscar voor beste internationale film
Dit is een lijst van de Belgische films die werden ingezonden voor de Oscar voor beste internationale film, tot 2019 bekend als de Oscar (of Academy Award) voor beste niet-Engelstalige film. Titels met blauwe achtergrond werden uiteindelijk genomineerd voor een Oscar. België won nog geen enkele award voor beste niet-Engelstalige film. Titels met een gele achtergrond belandden op de shortlist, die sinds 2006 wordt bekendgemaakt.  
| Jaar | Titel                             | Regisseur                             | Taal                              |
| ---- | --------------------------------- | ------------------------------------- | --------------------------------- |
| 1967 | Le Départ                         | Jerzy Skolimowski                     | Frans                             |
| 1969 | Palaver                           | Emile Degelin                         | Nederlands                        |
| 1970 | Paix sur les champs               | Jacques Boigelot                      | Frans                             |
| 1972 | Les Tueurs fous                   | Boris Szulzinger                      | Frans                             |
| 1974 | De loteling                       | Roland Verhavert                      | Nederlands                        |
| 1976 | Rue Haute                         | André Ernotte                         | Frans                             |
| 1977 | Rubens, schilder en diplomaat     | Roland Verhavert                      | Nederlands                        |
| 1979 | Een vrouw tussen hond en wolf     | André Delvaux                         | Nederlands                        |
| 1981 | Le Grand Paysage d'Alexis Droeven | Jean-Jacques Adrien                   | Frans                             |
| 1982 | Menuet                            | Lili Rademakers                       | Nederlands                        |
| 1985 | Dust                              | Marion Hänsel                         | Engels                            |
| 1986 | Springen                          | Jean-Pierre De Decker                 | Nederlands                        |
| 1987 | Les Noces barbares                | Marion Hänsel                         | Frans                             |
| 1988 | Le Maître de musique              | Gérard Corbiau                        | Frans                             |
| 1989 | Het sacrament                     | Hugo Claus                            | Nederlands                        |
| 1991 | Toto le héros                     | Jaco Van Dormael                      | Frans                             |
| 1992 | Daens                             | Stijn Coninx                          | Nederlands en Frans               |
| 1993 | Just Friends                      | Marc-Henri Wajnberg                   | Nederlands en Frans               |
| 1994 | Farinelli                         | Gérard Corbiau                        | Frans en Italiaans                |
| 1995 | Manneken Pis                      | Frank Van Passel                      | Nederlands                        |
| 1996 | Le Huitième Jour                  | Jaco Van Dormael                      | Frans                             |
| 1997 | Ma vie en rose                    | Alain Berliner                        | Frans                             |
| 1998 | Rosie                             | Patrice Toye                          | Nederlands                        |
| 1999 | Rosetta                           | Jean-Pierre en Luc Dardenne           | Frans                             |
| 2000 | Iedereen beroemd!                 | Dominique Deruddere                   | Nederlands                        |
| 2001 | Pauline & Paulette                | Lieven Debrauwer                      | Nederlands                        |
| 2002 | Le Fils                           | Jean-Pierre en Luc Dardenne           | Frans                             |
| 2003 | Verder dan de maan                | Stijn Coninx                          | Nederlands                        |
| 2004 | De zaak Alzheimer                 | Erik Van Looy                         | Nederlands                        |
| 2005 | L'Enfant                          | Jean-Pierre en Luc Dardenne           | Frans                             |
| 2006 | Een ander zijn geluk              | Fien Troch                            | Nederlands                        |
| 2007 | Ben X                             | Nic Balthazar                         | Nederlands                        |
| 2008 | Eldorado                          | Bouli Lanners                         | Frans                             |
| 2009 | De helaasheid der dingen          | Felix Van Groeningen                  | Nederlands                        |
| 2010 | Illégal                           | Olivier Masset-Depasse                | Frans                             |
| 2011 | Rundskop                          | Michaël R. Roskam                     | Nederlands en Frans               |
| 2012 | À perdre la raison                | Joachim Lafosse                       | Frans                             |
| 2013 | The Broken Circle Breakdown       | Felix Van Groeningen                  | Nederlands                        |
| 2014 | Deux jours, une nuit              | Jean-Pierre en Luc Dardenne           | Frans                             |
| 2015 | Le Tout Nouveau Testament         | Jaco Van Dormael                      | Frans                             |
| 2016 | D'Ardennen                        | Robin Pront                           | Nederlands                        |
| 2017 | Le Fidèle                         | Michaël R. Roskam                     | Frans en Nederlands               |
| 2018 | Girl                              | Lukas Dhont                           | Nederlands en Frans               |
| 2019 | Nuestras madres                   | César Díaz                            | Spaans                            |
| 2020 | Filles de joie                    | Frédéric Fonteyne en Anne Paulicevich | Frans                             |
| 2021 | Un monde                          | Laura Wandel                          | Frans                             |
| 2022 | Close                             | Lukas Dhont                           | Nederlands en Frans               |
| 2023 | Augure                            | Baloji                                | Frans, Swahili, Lingala en Engels |
| 2024 | Julie zwijgt                      | Leonardo Van Dijl                     | Nederlands en Frans               |